# Новомиколаївська селищна рада (Новомиколаївський район)
Новомикола́ївська се́лищна ра́да — адміністративно-територіальна одиниця та орган місцевого самоврядування в Новомиколаївському районі Запорізької області. Адміністративний центр — селище міського типу Новомиколаївка.

## Загальні відомості
Новомиколаївська селищна рада утворена в 1943 році.
- Територія ради: 8,606 км²
- Населення ради: 6488 осіб (станом на 2001 рік)

## Населені пункти
Селищній раді підпорядковані населені пункти:
- смт Новомиколаївка
- с. Михайлівське
- с. Островське

## Склад ради
Рада складається з 30 депутатів та голови.
Рада складається з 30 депутатів та голови.
- Голова ради: Шамайда Сергій Іванович
- Секретар ради: Єрмакова Лариса Андріївна

### Керівний склад попередніх скликань
| Прізвище, ім'я, по батькові   | Основні відомості                                                | Дата обрання | Дата звільнення |
| ----------------------------- | ---------------------------------------------------------------- | ------------ | --------------- |
| Польська Валентина Миколаївна | Селищний голова, 1949 року народження                            | 26.03.2006   | 31.10.2010      |
| Шамайда Сергій Іванович       | Селищний голова, 1963 року народження, освіта вища, безпартійний | 31.10.2010   |                 |

Примітка: таблиця складена за даними сайту Верховної Ради України

### Депутати
За результатами місцевих виборів 2010 року депутатами ради стали:

#### За суб'єктами висування
| Суб'єкт висування                                       | Кількість обраних депутатів | %    |
| ------------------------------------------------------- | --------------------------- | ---- |
| Партія регіонів                                         | 17                          | 56,7 |
| Самовисування                                           | 8                           | 26,7 |
| Політична партія Всеукраїнське об'єднання «Батьківщина» | 3                           | 10   |
| Партія «Народна влада»                                  | 1                           | 3,3  |
| Політична партія «Сильна Україна»                       | 1                           | 3,3  |

#### За округами
| № округу                                                | Прізвище, ім'я, по батькові     | Дата визнання обраним | Освіта             | Партійна приналежність                        | Відомості про обраного депутата                                                                                   |
| ------------------------------------------------------- | ------------------------------- | --------------------- | ------------------ | --------------------------------------------- | --- |
| Партія «Народна влада»                                  |                                 |                       |                    |                                               | |
| 7                                                       | Лишенко Тетяна Віталіївна       | 15.11.2010            | вища               | позапартійна                                  | Новомиколаївська районна рада, спеціаліст виконавчого апарату                                                     |
| Партія регіонів                                         |                                 |                       |                    |                                               | |
| 6                                                       | Татаренко Віталій Володимирович | 04.11.2010            | вища               | член Партії регіонів                          | Новомиколаївський РЕМ, інженер                                                                                    |
| 8                                                       | Отришко Надія Андріївна         | 04.11.2010            | вища               | член Партії регіонів                          | пенсіонер |
| 9                                                       | Ключ Станіслав Павлович         | 04.11.2010            | середня            | позапартійний                                 | приватний підприємець                                                                                             |
| 10                                                      | Слободянюк Сергій Васильович    | 04.11.2010            | вища               | позапартійний                                 | Новомиколаївська селищна рада, землевпорядник                                                                     |
| 11                                                      | Пархоменко Віктор Володимирович | 04.11.2010            | вища               | член Партії регіонів                          | тимчасово не працює                                                                                               |
| 12                                                      | Кондик Катерина Петрівна        | 04.11.2010            | вища               | член Партії регіонів                          | пенсіонер |
| 13                                                      | Богатирьова Олена Миколаївна    | 04.11.2010            | вища               | позапартійна                                  | Новомиколаївський комунальний дитячий навчальний заклад № 3 «Теремок», завідувачка                                |
| 15                                                      | Новицький Володимир Григорович  | 04.11.2010            | середня            | позапартійний                                 | селищне комунальне підприємство «Варта», начальник                                                                |
| 16                                                      | Суббота Тетяна Григорівна       | 04.11.2010            | вища               | член Партії регіонів                          | Новомиколаївська загальноосвітня школа № 1, вчитель                                                               |
| 18                                                      | Котелевська Галина Антонівна    | 04.11.2010            | вища               | член Партії регіонів                          | Новомиколаївське районне споживче товариство, головний спеціаліст                                                 |
| 19                                                      | Коваленко Віталій Володимирович | 04.11.2010            | вища               | член Партії регіонів                          | ТОВ Приватмет, завідувач                                                                                          |
| 20                                                      | Білий Олег Володимирович        | 04.11.2010            | вища               | член Партії регіонів                          | Новомиколаївський міжшкільний навчально виробничий комбінат, директор                                             |
| 22                                                      | Оксенич Надія Олексіївна        | 04.11.2010            | вища               | позапартійна                                  | Аптека № 33 ТОВ «Роджерс», завідувачка                                                                            |
| 24                                                      | Шинкаренко Валерій Анатолійович | 04.11.2010            | середня            | член Партії регіонів                          | тимчасово не працює                                                                                               |
| 25                                                      | Татаренко Ніна Костянтинівна    | 04.11.2010            | вища               | позапартійна                                  | пенсіонер |
| 26                                                      | Бринош Людмила Іванівна         | 04.11.2010            | вища               | позапартійна                                  | управління праці соціального захисту населення Новомиколаївської районної держадміністрації, заступник начальника |
| 27                                                      | Нечитайло Тетяна Іванівна       | 04.11.2010            | середня            | позапартійна                                  | тимчасово не працює                                                                                               |
| Політична партія Всеукраїнське об'єднання «Батьківщина» |                                 |                       |                    |                                               | |
| 5                                                       | Конопленко Микола Іванович      | 04.11.2010            | середня            | член Всеукраїнського об'єднання «Батьківщина» | тимчасово не працює                                                                                               |
| 14                                                      | Добрянська Наталія Андріївна    | 04.11.2010            | вища               | член Всеукраїнського об'єднання «Батьківщина» | відділ освіти Новомиколаївської РДА, методист                                                                     |
| 30                                                      | Менчук Петро Степанович         | 04.11.2010            | вища               | член Всеукраїнського об'єднання «Батьківщина» | пенсіонер |
| Політична партія «Сильна Україна»                       |                                 |                       |                    |                                               | |
| 21                                                      | Злобіна Тетяна Олександрівна    | 04.11.2010            | середня спеціальна | член Політичної партії «Сильна Україна»       | приватний підприємець                                                                                             |
| Самовисування                                           |                                 |                       |                    |                                               | |
| 1                                                       | Хмиров Віктор Іванович          | 03.01.2011            | вища               | позапартійний                                 | ЧП «Хмиров», голова                                                                                               |
| 2                                                       | Трацевич Наталя Іванівна        | 03.01.2011            | середня            | член Партії регіонів                          | пенсіонер |
| 3                                                       | Волкобой Руслан Володимирович   | 04.11.2010            | вища               | член Політичної партії «Наша Україна»         | фермерськегосподарство «Тарпан», голова                                                                           |
| 4                                                       | Іванісов Володимир Іванович     | 03.01.2011            | середня            | член Соціалістичної партії України            | ПП «Велес-Дрозд», менеджер з продажу                                                                              |
| 17                                                      | Єрмакова Лариса Андріївна       | 03.01.2011            | вища               | позапартійна                                  | тимчасово не працює                                                                                               |
| 23                                                      | Тверденко Олександр Іванович    | 03.01.2011            | середня            | позапартійний                                 | КП «Територіальна громада», електрик                                                                              |
| 28                                                      | Сєрік Віталій Вікторович        | 03.01.2011            | середня            | позапартійний                                 | ТОВ «Терра», слюсар по ремонту сільгосптехніки                                                                    |
| 29                                                      | Третинко Леонід Миколайович     | 03.01.2011            | вища               | позапартійний                                 | ДАІ, старший інспектор                                                                                            |